# Einar Bergquist
Einar Vilhelm Valdemar Bergquist, född 19 februari 1909 i Håby församling, Göteborgs och Bohus län, död 25 februari 1999 i Stockholm, var en svensk barnläkare och barn- och ungdomspsykiater. 
Bergquist, som var son till apotekare Gustaf Bergquist och Mimmi Vallman, avlade studentexamen i Lund 1929, blev medicine kandidat vid Karolinska institutet i Stockholm 1933 och medicine licentiat där 1939. Han var extra ordinarie underläkare vid kirurgiska avdelningen på Sankt Görans sjukhus 1939, vid röntgenavdelningen på Linköpings lasarett 1939–1940, vid kirurgiska avdelningen på Skellefteå lasarett 1941, på Torsby lasarett 1941, assistentläkare och underläkare på Pro Patria 1942, blev tillförordnad underläkare på Sachsska barnsjukhuset 1943, tillförordnad underläkare på Barnsjukhuset Samariten 1947–1952, underläkare på Nybodahemmet i Stockholm 1952–1953 och läkare där från 1955. Han var även läkare vid Stockholms stads psykiska barna- och ungdomsvård (PBU) från 1953.